# Studio Fiorentino
Lo Studio Fiorentino si trova a Firenze nell'omonima via dello Studio al numero 1.

## Storia
Lo Studio era l'università creata con Decreto della Repubblica nel 1320 (già dal 1321 vi aveva insegnato lo stilnovista Cino da Pistoia) e aperta agli studiosi nel 1348, subito dopo la grande peste, come Studium Generale, che riportasse in città studiosi e visitatori. Ad esso papa Clemente VI, nel 1349, concesse gli stessi privilegi di cui godevano le altre università, con ogni spesa, compresi gli stipendi dei maestri, a carico del Comune. Matteo Villani ricordò il conferimento della prima laurea in Teologia, il 9 dicembre 1359, all'agostiniano fra Francesco di Biancozzo de' Nerli.
Nel 1364 Carlo IV la dichiarò Università Imperiale, alla quale fu riunita l'Università di Pisa, nel 1406. Nel periodo di massimo splendore, al tempo di Palla Strozzi tra gli Otto Ufficiali, lo Studio arrivò a contare 42 maestri e circa 400 studenti. Tra i primi vi furono Guarino Veronese, Giovanni Domenico Aurispa, Francesco Filelfo, Carlo Marsuppini, Cristoforo Landino, Agnolo Poliziano e Leonardo Dati, esperti umanisti, ma anche docenti di materie scientifiche (come l'astronomia), letterarie, giuridiche, filosofiche e teologiche.
Tuttavia lo Studio ebbe nella sua storia momenti di splendore e di mediocrità: nella sua Summa moralis Antonino Pierozzi descrisse la vita sregolata degli studenti che, col loro potere di eleggere sia il rettore che i maestri, portava a uno scadimento dell'insegnamento e a anche a problemi di ordine pubblico. Per queste ragioni (ufficialmente per sottrarre gli studenti alla carenza di abitazioni e alle distrazioni) Lorenzo il Magnifico trasferì lo Studio a Pisa, sopprimendo l'istituzione fiorentina, dove tuttavia si continuò a insegnare le discipline umanistiche. Solo nel 1860, su iniziativa del marchese Cosimo Ridolfi nel Governo provvisorio della Toscana, Firenze di nuovo la sua Università, rinato come "Istituto superiore di perfezionamento".

### Antica sede
Il palazzo antico che ospitò lo Studio si trova in via dello Studio 1 angolo via del Corso. Occupa un'area nella quale erano le antiche case dei Tedaldini che, in quanto ghibellini, furono banditi con la conseguente confisca delle proprietà da parte del Comune e la trasformazione dell'edificio in sede dello Studio fiorentino.
Quando, nel 1472, l'Università fiorentina fu soppressa e riunita a quella Pisa, qui si continuarono comunque a tenere lezioni e a riunirsi celebri accademie di letterati e di scienziati (Accademia Fiorentina - in origine degli Umidi -, Accademia della Crusca, Accademia degli Apatisti). 

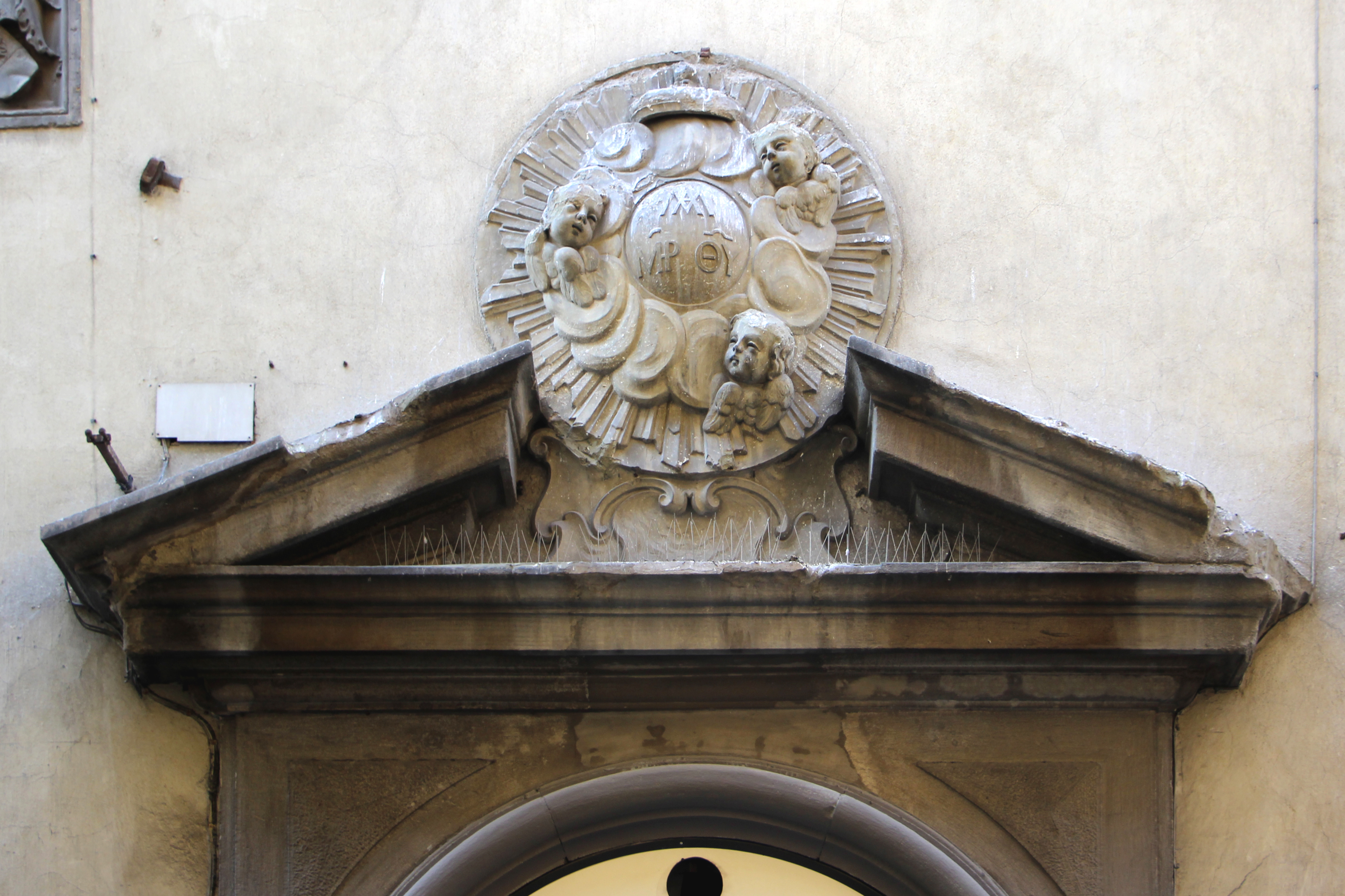
Portale con stemma degli Scolopi in via del Corso

Successivamente l'edificio fu concesso alle Scuole Pie dei padri Scolopi e, nel 1784, fu trasferito in questo luogo il Collegio Eugeniano (Facoltà di Teologia fondata da papa Eugenio IV nel 1435, da cui la denominazione) che vi operò fino al 1912. Qui si riunì anche la Compagnia della Visitazione degli Scolari delle Scuole Pie.
Nel 1811 il complesso fu interessato da importanti lavori che ne consentirono l'ampliamento inglobando nella fabbrica l'ex chiostro di Santa Maria de' Ricci, a cui si accedeva dal portale in stile rinascimentale, con un'Annunciazione robbiana nella lunetta (1926). Attualmente il palazzo è proprietà dell'Opera di Santa Maria del Fiore. 
Il fronte si presenta vasto, con al terreno una successione di robuste arcate di pietre conce, che ancora restituiscono il carattere dell'antica fabbrica duecentesca. La parte superiore è relativamente recente. Sopra il portone è uno stemma mediceo in pietra e, più in alto, in asse con questo, un pietrino a scudetto con le lettere OPA, segno dell'Opera di Santa Maria del Fiore. Tra le due insegne era un'ampia pittura murale che mostrava in successione gli stemmi del Comune, del Popolo, della Parte Guelfa e del Capitolo fiorentino, accompagnata da un'iscrizione che ricordava la destinazione dell'edificio a sede del Collegio Eugeniano nel 1784: tutta questa decorazione è stata lasciata deperire di modo che, cadute ampie porzioni d'intonaco, rimane leggibile solo la porzione destra, con l'insegna del Capitolo e un frammento di iscrizione: «Ad veteres Studi Florentini aedes Eugenianum Collegium translatum Anno Domini MDCCLXXXIV».
Su via del Corso s'alza il fianco dell'edificio, con lo sporto di un negozio con un grande stemma di pietra, che era l'ingresso della seconda sede fiorentina degli Scolopi; più in alto, sulla sinistra, uno stemma repubblicano segnava l'edificio scolastico.

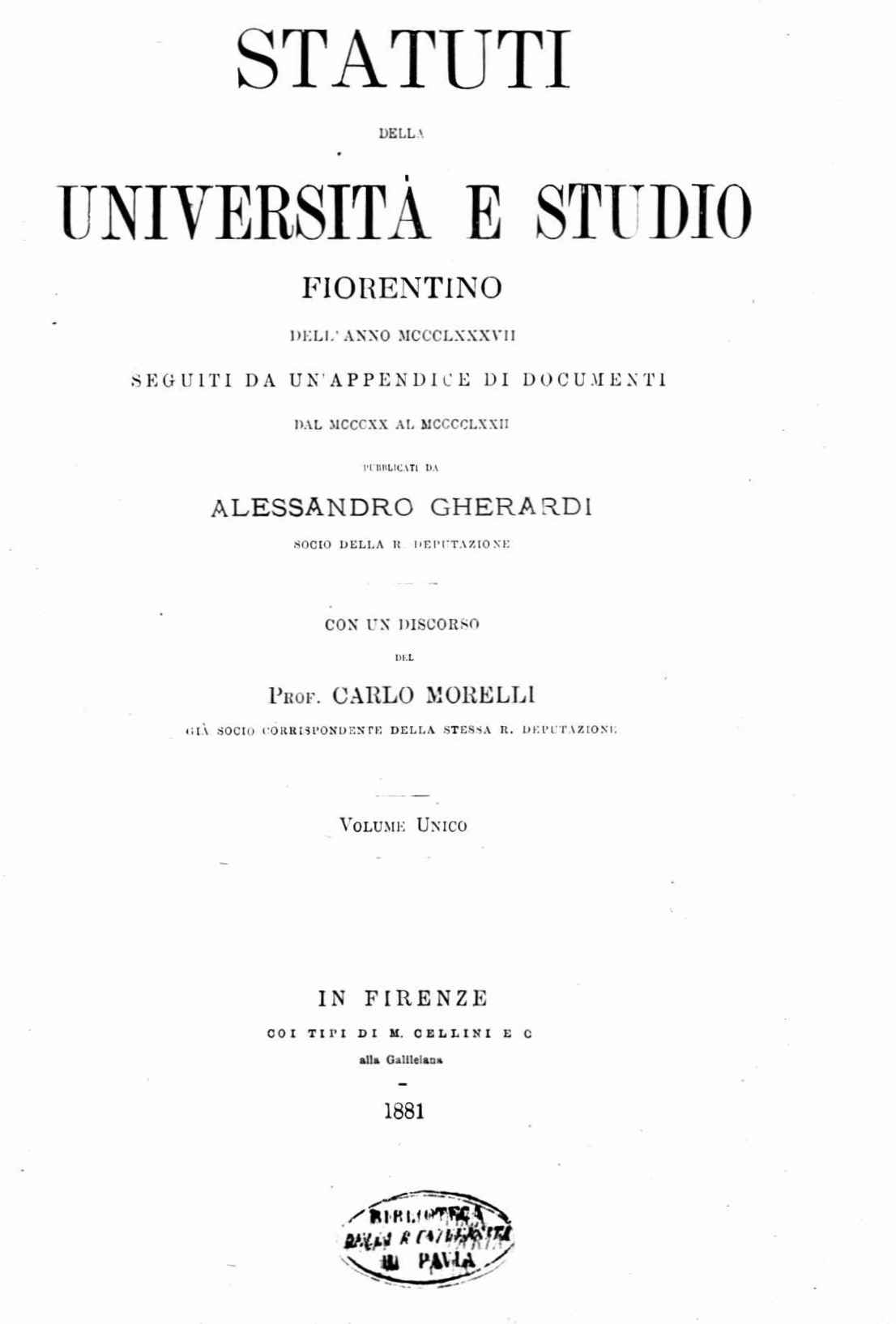
Statuti della Università e studio fiorentino dell'anno 1387, a cura di Alessandro Gherardi, 1881
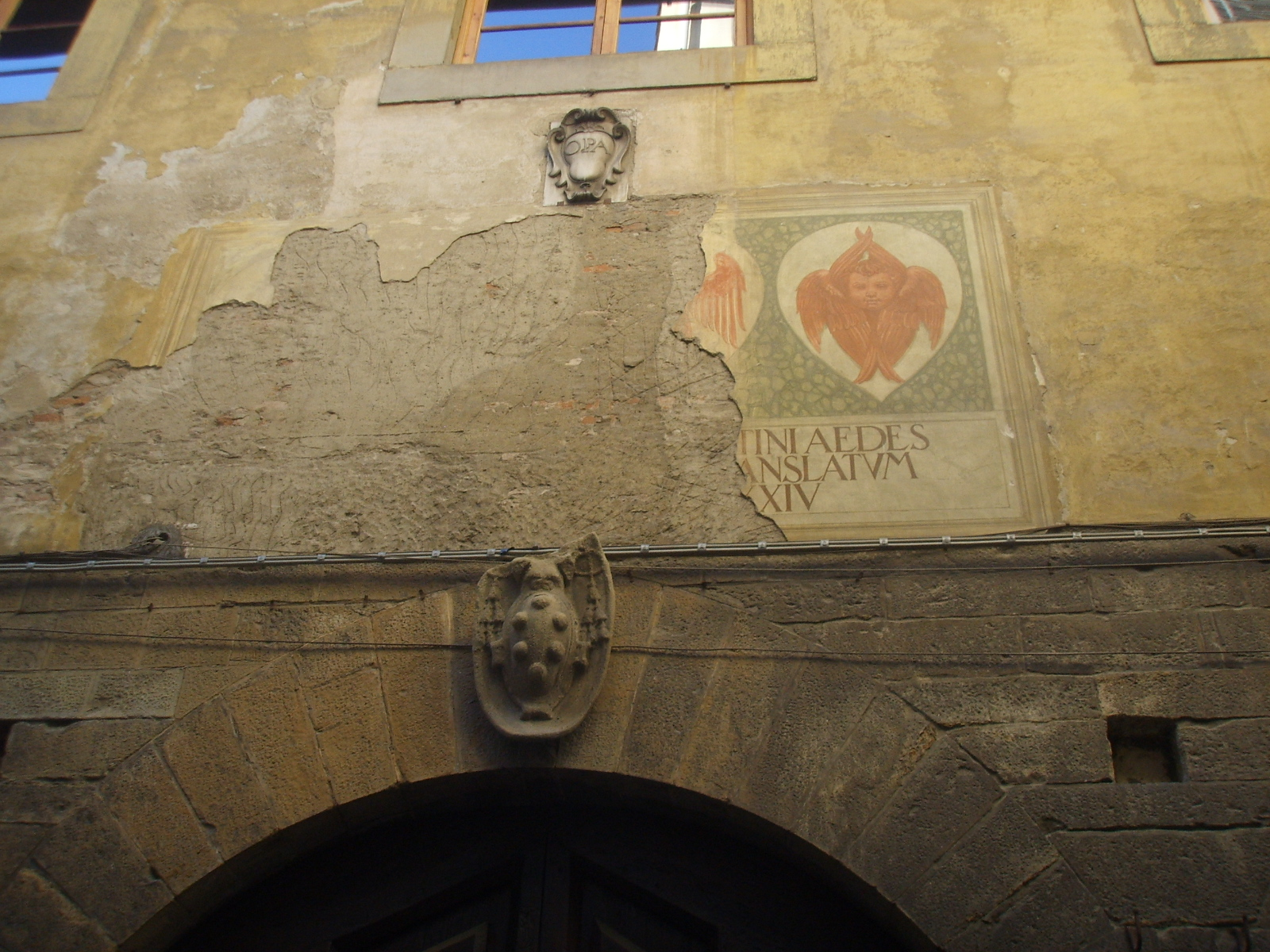
Lo stemma dello Studio oggi
Lo stemma dello Studio nel 1972
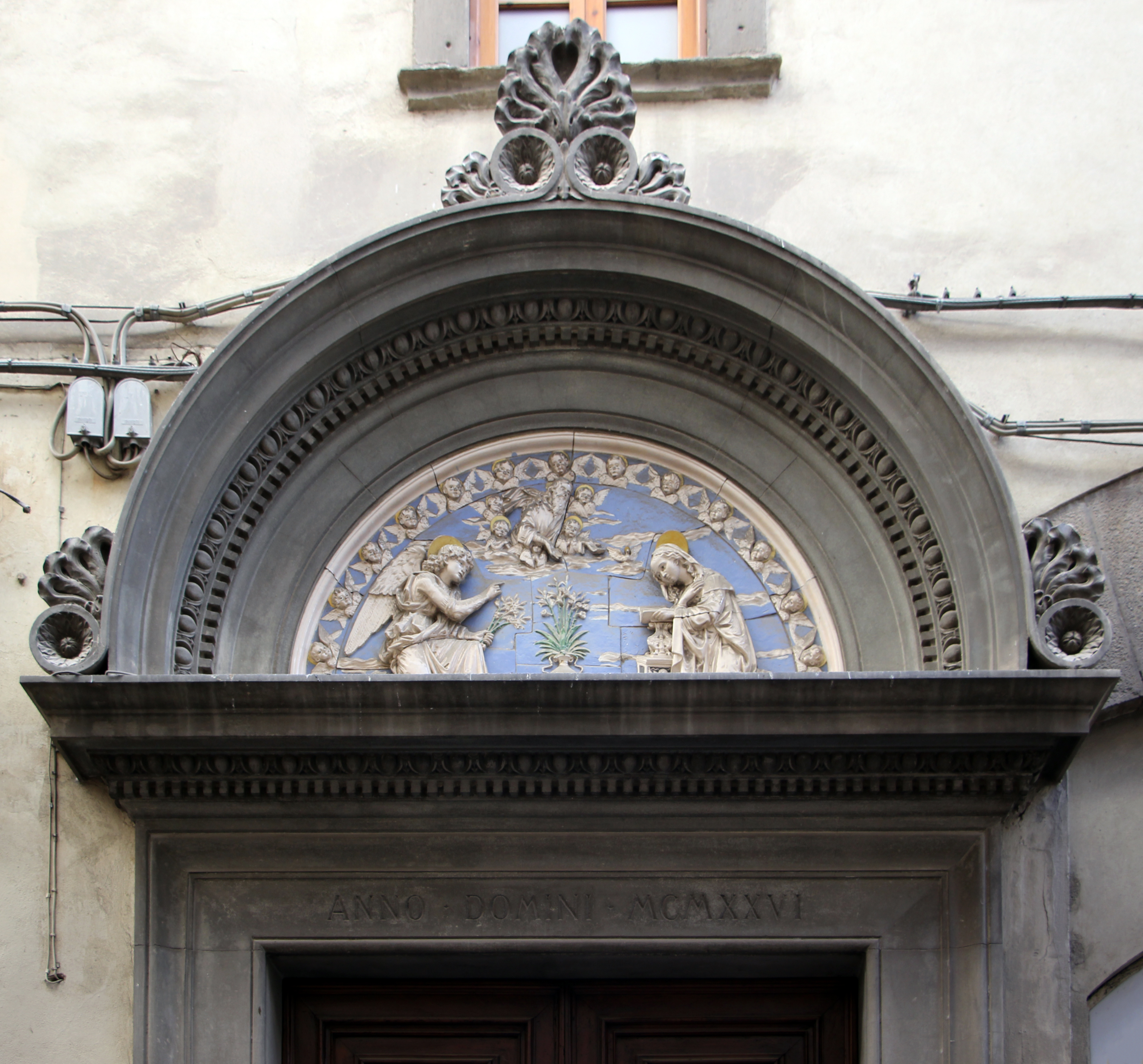
Portale in via dello Studio con robbiana neorinascimentale